# St. Andreas (Leuzenbronn)

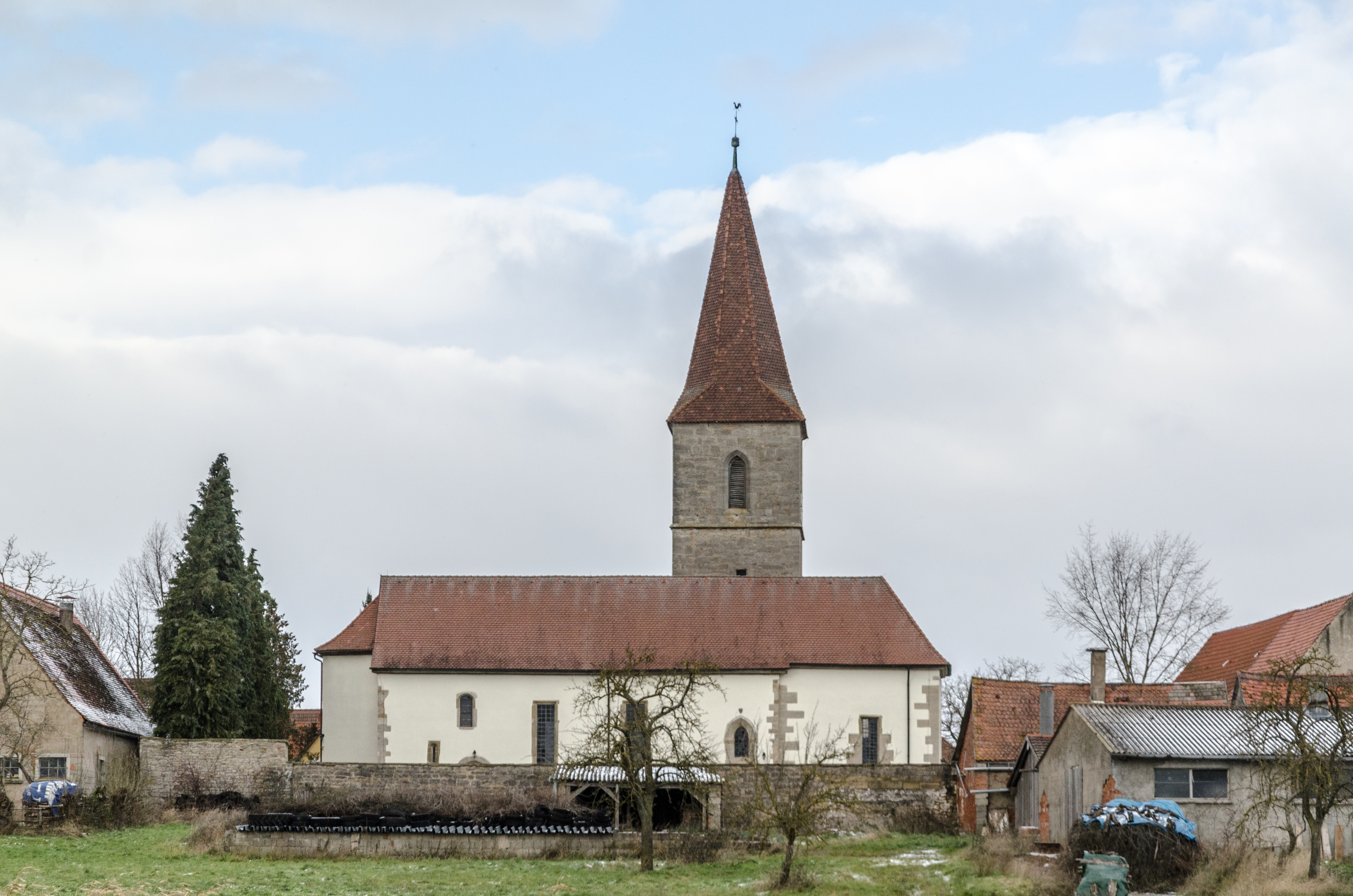
St. Andreas (Leuzenbronn)

Die evangelische, denkmalgeschützte Pfarrkirche St. Andreas steht in Leuzenbronn, einem Gemeindeteil der Großen Kreisstadt Rothenburg ob der Tauber im Landkreis Ansbach (Mittelfranken, Bayern). Das Bauwerk ist unter der Denkmalnummer D-5-71-193-720 als Baudenkmal in der Bayerischen Denkmalliste eingetragen. Die Kirchengemeinde gehört zur Pfarrei Leuzenbronn-Bettenfeld in der Region Mitte vom Dekanat Rothenburg ob der Tauber im Kirchenkreis Ansbach-Würzburg der Evangelisch-Lutherischen Kirche in Bayern.

## Beschreibung
Nach Abbruch des Chorturms aus dem 11./12. Jahrhundert wurde das Langhaus nach Osten erweitert. Mitte des 13. Jahrhunderts wurde ein rechteckiger Chor angefügt. Der Kirchturm im Norden mit seinem achtseitigen Knickhelm wurde bis Anfang des 14. Jahrhunderts angebaut. In seinem obersten Geschoss beherbergt er hinter den Klangarkaden den Glockenstuhl. Das Langhaus wurde um 1720 erhöht, um Emporen einbauen zu können, und mit einem neuen Satteldach versehen. Die Brüstungen der Emporen sind mit der Heilsgeschichte bemalt, die zusätzlich in Versen beschrieben ist. In den mit vier Säulen gestalteten Altar von 1710 wurden der Schrein und die Predella des Flügelaltars von 1530 eingefügt. Die 1720 von Georg Albrecht Leyser gebaute Orgel hat 12 Register, verteilt auf einem Manual und Pedal. Sie wurde im seither mehrfach renoviert und umgebaut.